# منارة لبدة
منارة لبدة الأثرية هي منارة قديمة في مدينة لبدة الأثرية تأسست في حوالي العام 200 قبل الميلاد. في حين يسجل أنها لم تعد فعالة البتة في حوالي العام 455 ميلادية، ولا تزال بقاياها واضحة في موقعها قبالة مرفأ المدينة الأثرية على ساحل البحر المتوسط.
بقايا المنارة موجودة على جزيرة صغيرة قبالة رصيف المرفأ، وتتصل باليابسة بممر من الحجارة طوله 150 مترا وبعمق 10 أمتار.

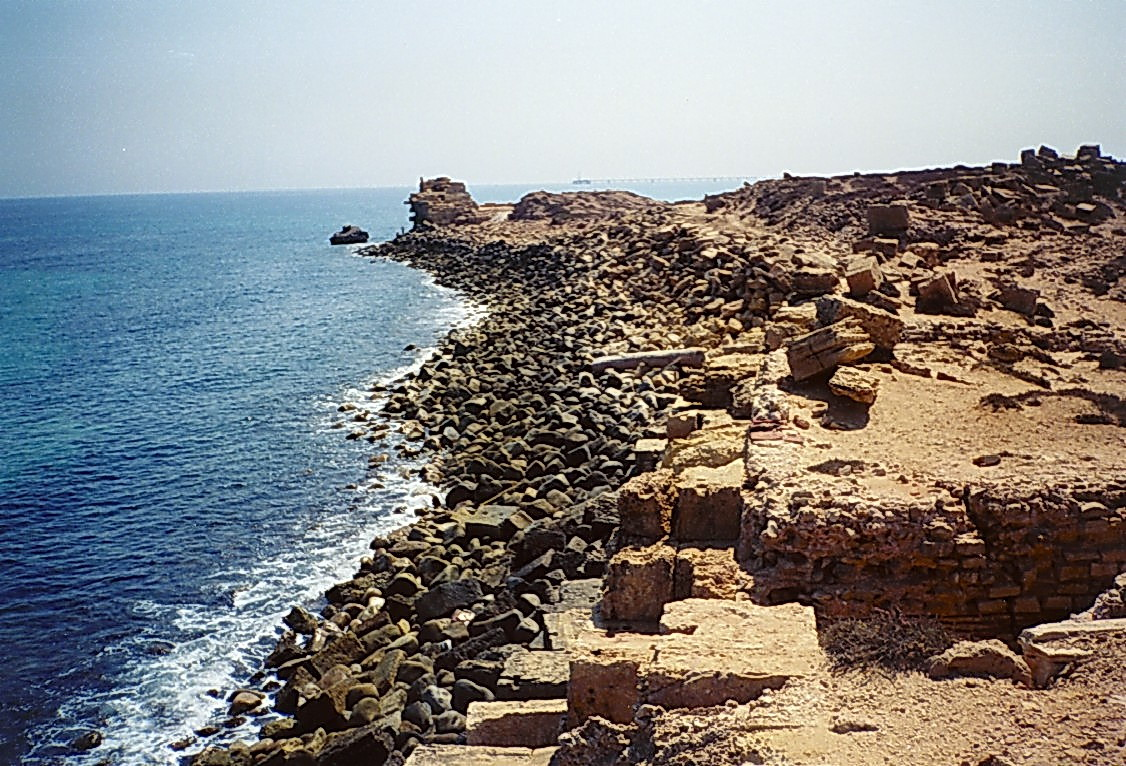
جزء من شاطئ المدينة القديمة.

كان الإمبراطور الروماني سيبتيموس سيفيروس المولود في المدينة قد أطلق أكبر ورشة بناء في مدينته ما جعلها وقتها ثاني أكبر المدن في الجزء الأفريقي من الإمبراطورية الرومانية بعد مدينة الإسكندرية.
وتعتبر هذه ثاني أطول بقايا لمنارة بناها الرومان وتم العثور عليها، بعد منارة دوبريس في قلعة دوفر في مدينة دوفر ببريطانيا.
المنارة تكونت من ثلاث طوابق، وتم بنائها على أشكال «قوس نصر» ويقدر أن طولها قد بلغ 35 مترا، يعتقد أن المنارة قد دمرت اثر حدثين الأول هو زلزال البحر المتوسط العام 365 ق.م. والثاني بسبب تعرض المدينة للدمار جراء هجمات الوندال الذين احتلوا المدينة في العام 455 وحتى 533 ميلادية.